# Oliver Bender
Oliver Marcus Bender (Gummersbach, 2 oktober 1982) is een Duitse acteur.
Oliver werd geboren in Gummersbach, maar groeide op in het nabijgelegen Bergneustadt. Zijn vader werkte als projectleider bij een elektriciteitsbedrijf en zijn moeder werkte bij een kleuterschool. 
Hij kwam toevallig in het acteervak terecht door in 2003 mee te doen aan een presentatiecasting bij de Duitse muziekzender VIVA. Daarna speelde hij in de dokusoap Die Casting Agentur (Het Castingbureau) op de Duitse zender Pro7. Van 2004 tot 2009 speelde Bender de rol van Tim Böcking in de Duitse versie van Gute Zeiten, Schlechte Zeiten. Daarna was hij nog een paar keer als gast te zien in de serie. Bender speelde rollen in verschillende Duitse televisieseries. Op dit moment (2012-2013) speelt hij in de ARD-serie Heiter bis Tödlich: Hauptstadtrevier.
Tussen 2008 en 2010 had Bender een relatie met de Duitse actrice Jessica Ginkel.

## Filmografie (selectie)
- 2003: Die Casting Agentur
- 2004–2008, 2009: Gute Zeiten, schlechte Zeiten
- 2005: weg (korte film)
- 2005: spring (korte film)
- 2006: BlowBack (korte film)
- 2007: schlaflos (korte film)
- 2007: Passage33
- 2008: BlowBack reloaded (korte film)
- 2009: Kaltes Abi
- 2009: Doc Love (webserie)
- 2010: Tatort: Tod auf dem Rhein
- 2010: Ein anderes Thema (korte film)
- 2010: Lasko – Die Faust Gottes (televisieserie)
- 2010: Notruf Hafenkante – Der Preis des Glücks (televisieserie)
- 2010: Frühlings Fall
- 2010: Alarm für Cobra 11 – Die Autobahnpolizei (televisieserie)
- 2011: Das Angebot (korte film)
- 2012: Regenbogen (korte film)
- 2012–2014: Heiter bis tödlich: Hauptstadtrevier (televisieserie)
- 2013: Kiss and go (korte film)
- 2014: Samstag in acht Tagen (korte film)
- 2014: SOKO Stuttgart (televisieserie)
- 2014: Ich zünd' dir 'nen Mercedes an (korte film)
- 2015: Mila (Fernsehserie)
- 2017: In aller Freundschaft (televisieserie)
- 2017: Mick (korte bioscoopfilm)
- 2018: Beck is back! (televisieserie)
- 2018: BOHEMIAN BROWSER BALLETT (webserie)
- 2019: SOKO Stuttgart (televisieserie)
- 2022: Fritzie – Der Himmel muss warten (televisieserie)

## Synchroonrollen (selectie)
- 2017: Tote Mädchen lügen nicht (televisieserie)
- 2018–2020: Big Mouth (hoofdrol: Jay Bilzerian)
- 2018–2019: She-Ra und die Prinzessinnen (hoofdrol: Bow)